# Friedrich Siebenmann

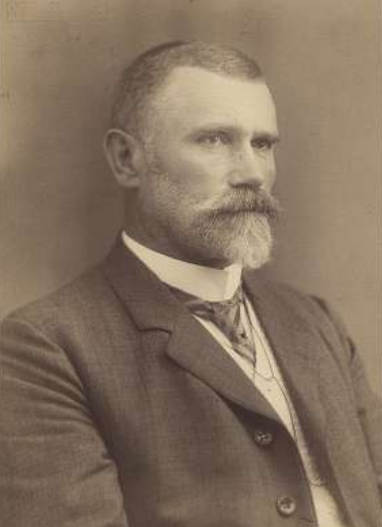
Friedrich Siebenmann

Friedrich Siebenmann (* 22. Mai 1852 in Uerkheim, Kanton Aargau; † 4. April 1928 in Basel, heimatberechtigt in Aarau) war ein Schweizer Arzt, Otorhinolaryngologe, Klinikleiter, Hochschullehrer und Autor.

## Leben und Werk
Siebenmanns Vorfahren wurden im 16. Jahrhundert in Aarau eingebürgert. Sein Vater war der Pfarrer Friedrich Siebenmann († 1895), seine Mutter war Hermine, geborene Eckenstein. Deren Eltern stammten aus Theologenfamilien ab. Siebenmann war der Erstgeborene von vier Kindern und wurde als solcher von den Eltern für den Pfarrberuf bestimmt.
Nach einem zweijährigen Aufenthalt im «Rebhaus» in Basel, einem streng orthodox geleiteten Konvikt für angehende Theologen, entschloss sich Siebenmann, an die Alte Kantonsschule Aarau zu wechseln. Dort wurde er u. a. von Friedrich Mühlberg und Johann Jakob Schibler unterrichtet. Nach bestandener Matura entschloss sich Siebenmann, Medizin zu studieren, und absolvierte die propädeutischen Studien in Zürich, wobei ihn eine besondere Freundschaft mit dem Konservator des Botanischen Gartens in Zürich verband.
Ab dem fünften Semester studierte Siebenmann für ein Jahr an der Universität Würzburg. Seitdem gehörte er der Burschenschaft Arminia Würzburg an. Neben seinen Präparierübungen absolvierte er bei Albert von Koelliker ein anatomisch-mikroskopisches Praktikum und holte sich so das Rüstzeug für seine späteren mikro- und makroskopischen anatomischen Arbeiten. Sein Studium beendete er 1875 an der Universität Bern und war anschliessend für kurze Zeit Assistent bei Heinrich Irenäus Quincke und Theodor Kocher. Später praktizierte Siebenmann in verschiedenen Pariser Kliniken, bis er aus finanziellen Gründen eine eigene Allgemeinpraxis in Muri und später in Brugg eröffnete. In Brugg heiratete er Selma, geborene Graf (1860–1937). Ihre gemeinsame Tochter war die Malerin, Zeichnerin und Grafikerin Selma Siebenmann (geb. 7. Oktober 1884 in Klosters; gest. 26. September 1965 in Basel). 
Da Siebmann seit seiner Jugend an einem Magengeschwür litt, gab er seine Allgemeinpraxis in Brugg auf und studierte ab 1883/1884 für kurze Zeit an den Universitäten in Wien und München.
1883 veröffentlichte er beim Basler Otologen Albert Burckhardt-Merian (1843–1886) seine Dissertation über Fadenpilzmykosen im Ohr. Anschliessend praktizierte Siebenmann für vier Jahre als Kreisarzt in Klosters. Aufgrund seines Magengeschwürs und auf Anraten von Wilhelm von Leube entschloss sich Siebenmann zur gänzlichen Aufgabe seiner Allgemeinpraxis. In der Folge forderte Albert Burckhardt-Merian Siebenmann auf, seine otologischen Studien bei Friedrich Bezold fortzusetzen. Mit diesem verband Siebenmann später eine lebenslange Freundschaft. Unter Bezold arbeitete er seine Studie über die Fadenpilze zu einer Habilitationsschrift um, die er 1888 in Basel einreichte. Er war später ein Anhänger der von Bezold erfundenen Behandlung mit Borsäure. 1906 bearbeitete Siebenmann in Bezolds  Lehrbuch der Ohrenheilkunde für Ärzte und Studierende in 32 Vorträgen den Abschnitt über das Innenohr. Das Buch erschien 1906 in Wiesbaden.
Wieder in Basel, wurde Siebenmann zum Nachfolger von Albert Burckhardt-Merian berufen und eröffnete in der ehemaligen Wohnung von Felix Platter am Petersgraben eine Praxis mit Poliklinik. Er hielt auch Kurse ab, bis er 1892 das Extraordinariat mit Lehrauftrag und 1896 nach Ablehnung eines Rufes nach Breslau die Leitung einer selbstständigen Klinikabteilung am Bürgerspital Basel erhielt. Er entwickelte u. a. für die Gehörgangsplastik nach Cholesteatom-Operationen eine eigene, nach ihm benannte Modifikation und erfand Kanülen zur Spülung eitriger Kieferhöhlen.

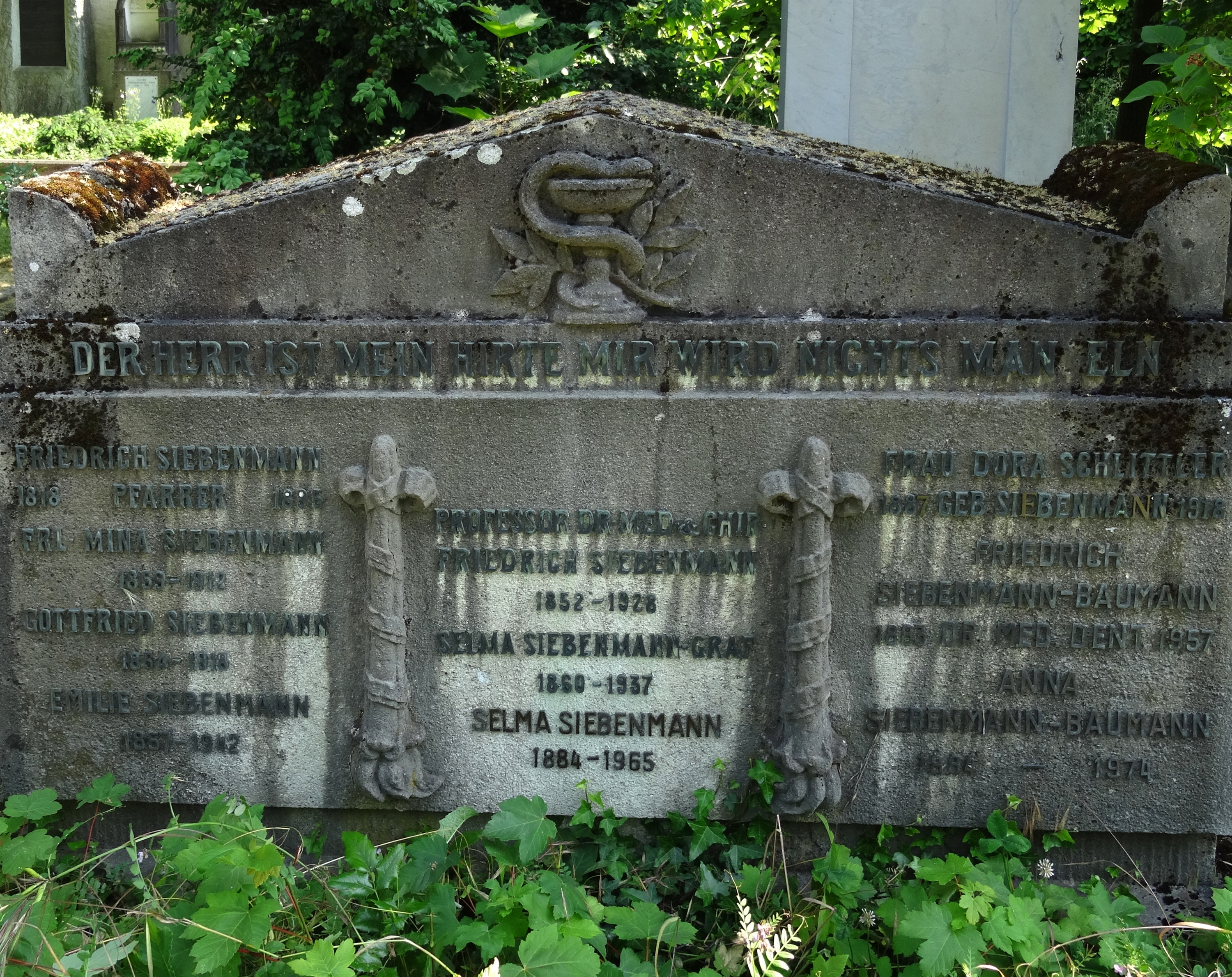
Grab, Wolfgottesacker in Basel

Siebenmann beschäftigte sich schon früh mit den häufig auftretenden Gehörschäden der Menschen, die u. a. in Fabriken arbeiteten, und deren prophylaktischer Bekämpfung. Nach einem öffentlichen Vortrag über das Thema veröffentlichte er von 1910 bis 1915 eine Reihe von wissenschaftlichen Arbeiten über dieses Thema. Siebenmann gründete in Basel eine eigene schweizerische Otologenschule, aus der mehrere berühmte Ordinarien hervorgingen, u. a. Felix Robert Nager. Zudem galt sein philanthropisches Wirken der Taubstummenfürsorge. Diese führte 1917 zur Gründung der ersten schweizerischen staatlichen Schwerhörigen-Schule in Basel.
Siebenmann erhielt von den Hochschulen Berlin, Breslau, Marburg, Innsbruck, Heidelberg und Zürich Berufungen, die er jedoch, auch aus gesundheitlichen Gründen, alle ablehnte. 1922 erfolgte seine Emeritierung. Zur Feier seiner 25-jährigen Dozententätigkeit widmeten ihm Kollegen und Schüler eine Festschrift als Band 75 der Zeitschrift für Ohrenheilkunde, in deren Redaktionsstab er von Band 64 bis 80 gesessen hatte. Eine zweite Festschrift erschien zu seinem 70. Geburtstag als erweitertes Heft der Schweizerischen Medizinischen Wochenschrift im Jahr 1922.
Im gleichen Jahr zog sich Siebenmann unerwartet von seiner Praxis zurück, liess die Ärztetafel an seinem Haus entfernen und sämtliche Praxisaufzeichnungen verbrennen. Er verstarb nach längerem Leiden am 4. April 1928 und fand seine letzte Ruhestätte auf dem Wolfgottesacker in Basel.

## Ehrungen
Siebenmann war Ehrendoktor der Universität Lausanne, und als Mitbegründer der 1912 gegründeten «Gesellschaft Schweizerischer Hals-, Nasen-, Ohrenärzte» präsidierte er diese 1917/1918 und war später deren einziges Ehrenmitglied. Siebenmann war Ehrenmitglied der Berliner laryngologischen und der Wiener otologischen Gesellschaft, ferner der Gesellschaft deutscher und der Gesellschaft italienischer Ohren- und Halsärzte.

## Publikationen (Auswahl)
- Die Fadenpilze und ihre Beziehungen zur otomycosis aspergillina, 1888
- Die Korrosions-Anatomie des knöchernen Labyrinthes des menschlichen Ohres, 1890
- Die Blutgefässe im Labyrinth des menschlichen Ohres, 1894
- Die Hyperkeratosis lacunaris des Waldeyerschen Schlundringes, 1894
- Der trockene Katarrh und die Epithelmetaplasie der knorpligen Nase, 1895
- Mittelohr und Labyrinth, 1897
- Handbuch der Anatomie, 1898
- Atlas der Taubstummheit, 1904
- Monografie. Grundzüge der Anatomie und Pathogenese der Taubstummheit, 1904
- Neues Labyrinthmodell des menschlichen Gehörorgans, 1921